# Walking Tall: The Payback
Walking Tall: The Payback ist ein US-amerikanischer Actionfilm aus dem Jahr 2007. Es handelt sich um die erste Fortsetzung von Walking Tall – Auf eigene Faust  und wurde direkt für den Video- bzw. DVD-Markt produziert. Als Ausführender Produzent fungierte Andrew Stevens. Im selben Jahr wurde eine weitere Fortsetzung mit dem Titel Walking Tall: Lone Justice produziert.

## Handlung
Nick Prescott (Kevin Sorbo) kehrt nach dem Militärdienst in seinen Heimatort zurück und stellt fest, dass nichts mehr so ist, wie es einmal war. Sein alter Kumpel terrorisiert mit seinen Helfern die Kleinstadt. Als sein Vater bei einem Einsatz brutal ermordet wird, schwört er Rache. Nick zieht los, um der Gang das Handwerk zu legen und gerät in einen Kleinkrieg.

## Kritiken
„Um Nuancen verschobenes Remake des gewalttätigen Actionfilms "Der Große aus dem Dunkeln" (1973), der seinem Vorgänger und dessen Sequel in nichts nachsteht und eine politisch unkorrekte Prügel- und Gewaltorgie bietet.“